# سيدي سالم (بنزرت)
سيدي سالم إحدى قرى الجمهورية التونسية، تقع في ولاية بنزرت، على الطريق الجهوية رقم 57، جنوب شرقي مدينة بنزرت وبحيرة إشكل.

### مواضيع ذات علاقة
- ولاية بنزرت.